# Doppstadt
Die Doppstadt-Gruppe (Eigenschreibweise: Doppstadt) ist ein deutsches Maschinenbauunternehmen mit Hauptsitz im nordrhein-westfälischen Velbert. Sie entwickelt und fertigt mobile und stationäre Maschinen zum Schreddern, Sieben, Sortieren und Umsetzen von Altholz, Kompost, Baumisch- und Gewerbeabfällen. Zeitweise baute Doppstadt auch Traktoren sowie Anbaugeräte.
An der Spitze der Unternehmensgruppe steht die Doppstadt Beteiligungsgesellschaft, ihr untergeordnet sind die Doppstadt Umwelttechnik GmbH und die Doppstadt Calbe GmbH. Die Unternehmensgruppe mit rund 700 Mitarbeitern liefert ihre Produkte an Kunden in mehr als 40 Länder. 2020 setzte Doppstadt rund 145 Millionen Euro um. Das Mutterunternehmen der Doppstadt-Gruppe ist die Langenberger Innovation Group (LIG GmbH).

## Geschichte

### Gründung und erste Produkte (1965–1990)

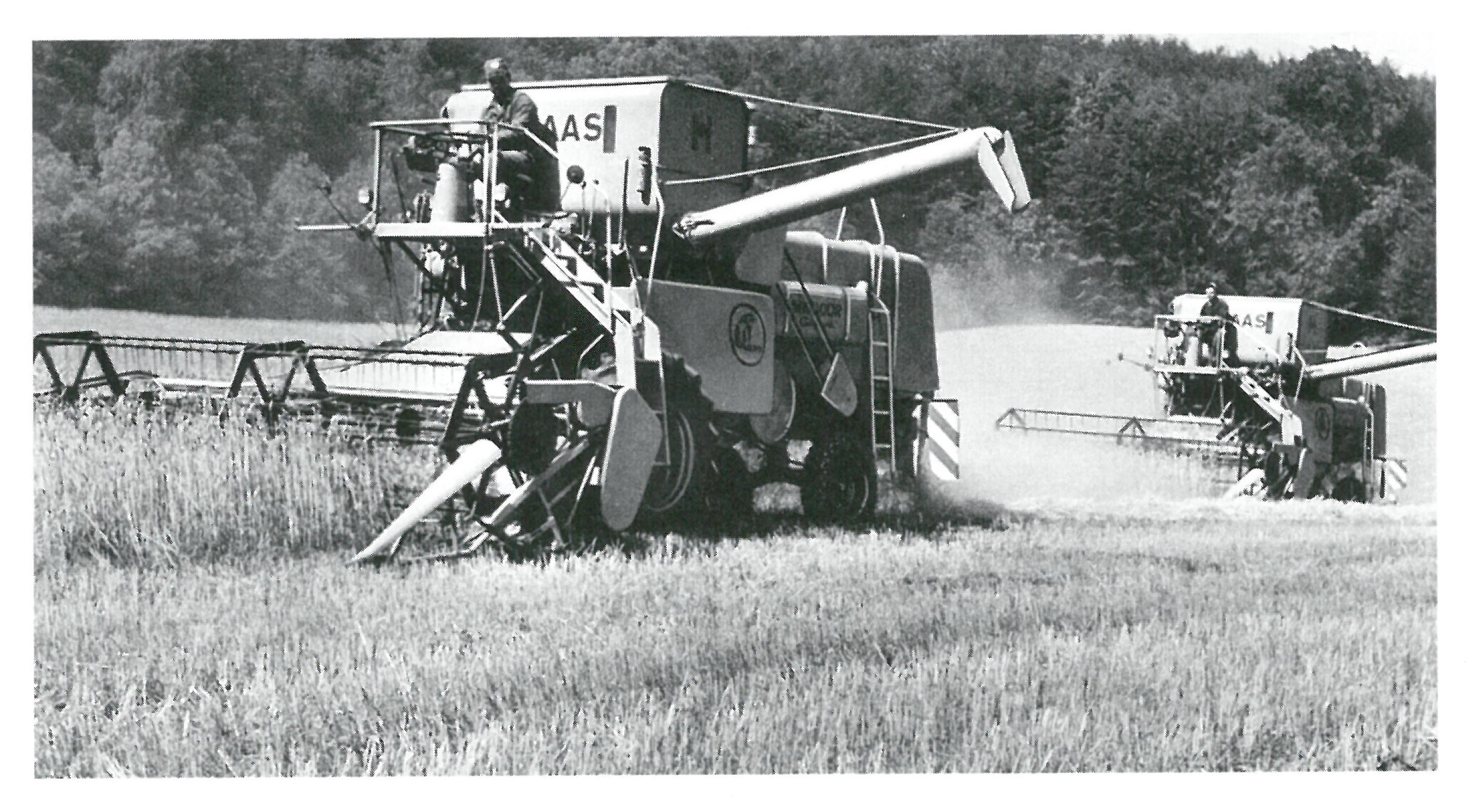
Doppstadt begann 1965 als landtechnisches Lohnunternehmen

Die Brüder Johann (genannt Josef) und Werner Doppstadt sowie Werners Ehefrau, Hedwig, wandelten im Jahr 1965 den Hof der Eltern vom traditionellen Landwirtschaftsbetrieb in ein landtechnisches Lohnunternehmen um. Umliegende Land- und Forstwirte mieteten Maschinen und beauftragten Dienstleistungen zum Säen, Mähen, Häckseln und Dreschen.
1970 entwickelte Werner Doppstadt die Putzmaschine PUMA, mit deren Hilfe Filterbecken von Wasserwerken gereinigt werden konnten. Dieser Schritt markiert den Übergang vom reinen Lohn- zum Maschinenbauunternehmen. Im Jahre 1977 verlagerte Doppstadt die Produktion in den neu gebauten Firmensitz am Steinbrink in Velbert. In dieser Zeit kamen neben der Putzmaschine PUMA und Maschinen zur Kiesaufbereitung auch Randstreifenmäher, Zerkleinerer und Trommelsiebmaschinen zum Produktsortiment hinzu.

### Expansion und Internationalisierung (1990–2000)
1990 erfolgte der Ausbau des internationalen Handels durch die Gründung der Doppstadt Vertriebsgesellschaft mbH (DVG). Zwei Jahre später wurde die Förderanlagen Calbe GmbH übernommen und dort die Fertigung von mobilen Maschinen gestartet. 1995 firmierte die Calbe GmbH in die Doppstadt Calbe GmbH um.
1997 begann Doppstadt in Velbert mit der Produktion von Trägerfahrzeugen mit der Bezeichnung Grizzly (aus Steyr Powertrac entwickelt). Der Handelspartner CASE STEYR übernahm dabei den Vertrieb. Im gleichen Jahr erfolgte die Gründung der Doppstadt Austria GmbH für die Ersatzteilversorgung und die Kundenbetreuung in Österreich.
1999 übernahm Doppstadt den traditionsreichen Traktorhersteller LandTechnik Schönebeck GmbH (ehemals VEB Traktorenwerk Schönebeck) und führte die Fertigung der Traktorenbaureihen Systra und Trac (Weiterentwicklung des MB-trac) sowie von Feldhäckslern und verschiedenen Anbaugeräte fort.

### Entwicklung der Stationärtechnik und Generationswechsel (2000–2015)

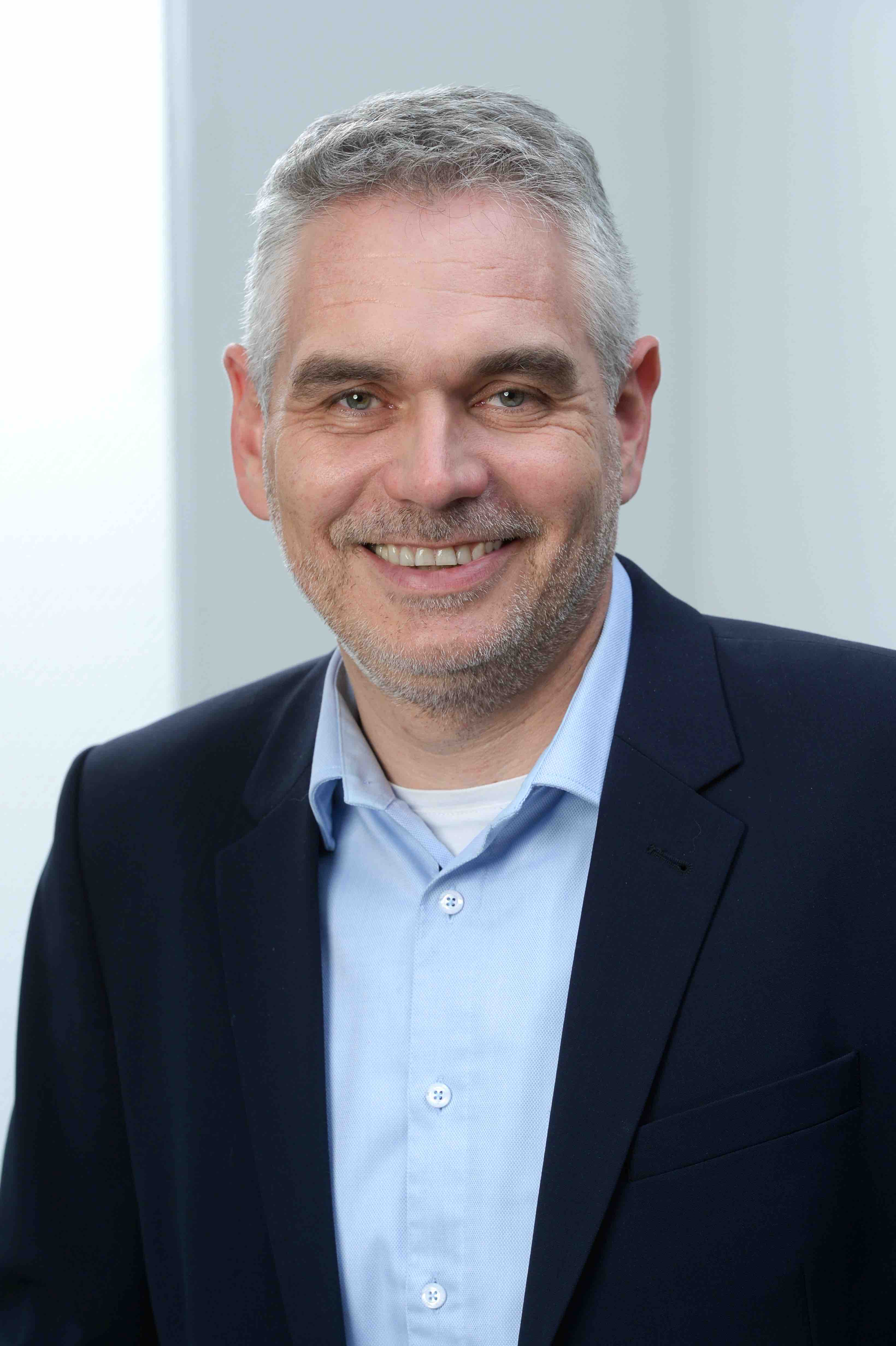
Ferdinand Doppstadt, Geschäftsführer der Doppstadt-Gruppe

Aufgrund verschiedener Schwierigkeiten musste der Standort Doppstadt GmbH Schönebeck 2003 Insolvenz anmelden und wurde 2004 geschlossen. Die Trägerfahrzeugproduktion kam 2005 zum österreichischen Tochterunternehmen und wurde mit zwei weiterentwickelten Grizzly-Modellen noch einige Jahre fortgeführt.
2007 erfolgte die Gründung eines Zentrums für die Entwicklung von stationären Maschinen in Velbert. Drei Jahre später gründete die Unternehmensgruppe die Doppstadt Systemtechnik GmbH für den weltweiten Vertrieb der stationären Maschinen und Anlagen. 2013 übergab Werner Doppstadt die Geschäftsführung an seinen Sohn Ferdinand.

### Strategische Neuausrichtung (seit 2015)
Geschäftsführer Ferdinand Doppstadt initiierte 2015 eine strategische Neuausrichtung der Gruppe. Seither produziert der Standort Velbert stationäre und der Standort Calbe mobile Maschinen.
Im Dezember 2019 gab Ferdinand Doppstadt die Umbenennung der Doppstadt Familienholding in Langenberger Innovation Group (LIG GmbH) bekannt. Die LIG GmbH umfasst Unternehmen und Marken aus den Geschäftsfeldern Recycling, Minerale & Rohstoffe, Bioenergie, Wasser und Metall. Innerhalb dieser Unternehmensgruppe fokussiert sich die Marke Doppstadt ab Juni 2020 auf das Geschäftsfeld Recycling.
2021 wurde aus der Doppstadt Austria GmbH die  JD Austria GmbH.

## Standorte
Der größte Standort der Firma Doppstadt und Sitz der Doppstadt Calbe GmbH befindet sich in Calbe (Sachsen-Anhalt) in der Nähe von Magdeburg. Dort werden auf 230.000 m² Fläche mobile Maschinen entwickelt und hergestellt. Die Doppstadt Umwelttechnik GmbH hat ihren Sitz im nordrhein-westfälischen Velbert in der Nähe von Düsseldorf. Von hier aus erfolgt die Entwicklung und Herstellung der stationären Maschinen sowie der Vertrieb von mobiler und stationärer Aufbereitungstechnik. Etwa 15 km vom Standort Velbert entfernt befindet sich in Wülfrath eine weitere Niederlassung der Doppstadt Umwelttechnik GmbH. Auf ca. 28.000 m² erfolgt dort die Kundenbetreuung und die Reparatur aller Doppstadt-Produkte.

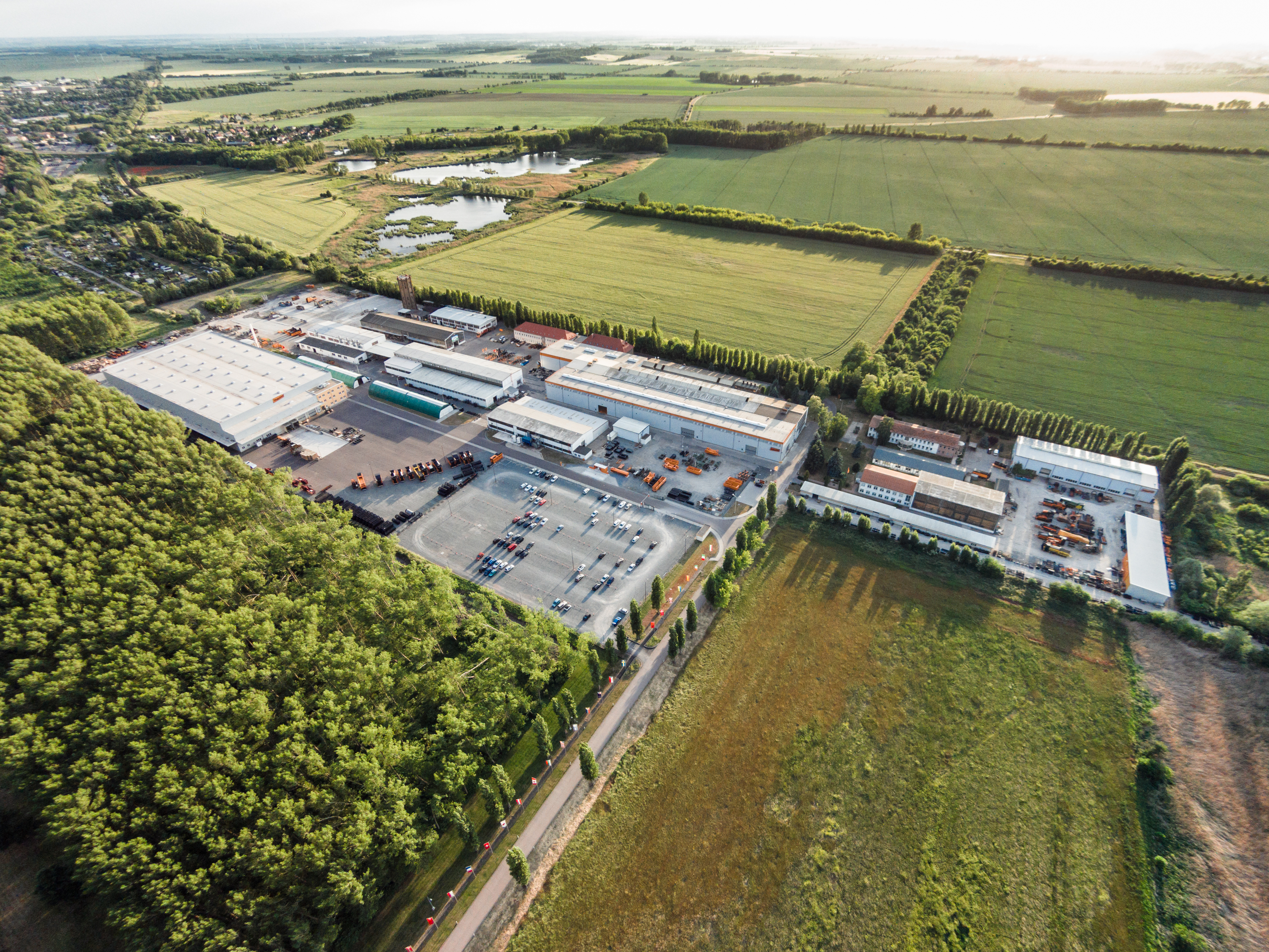
Standort Calbe
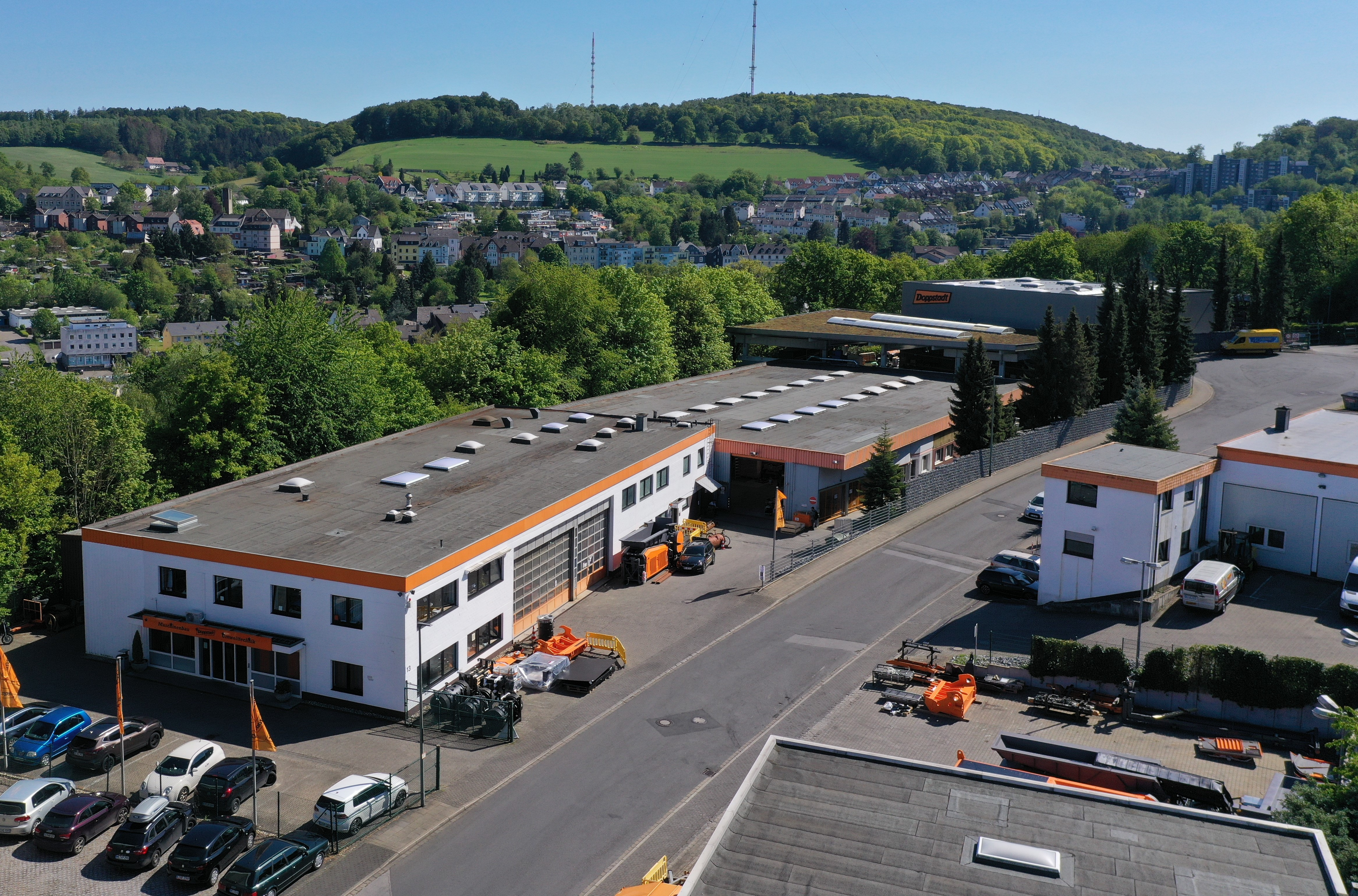
Standort Velbert
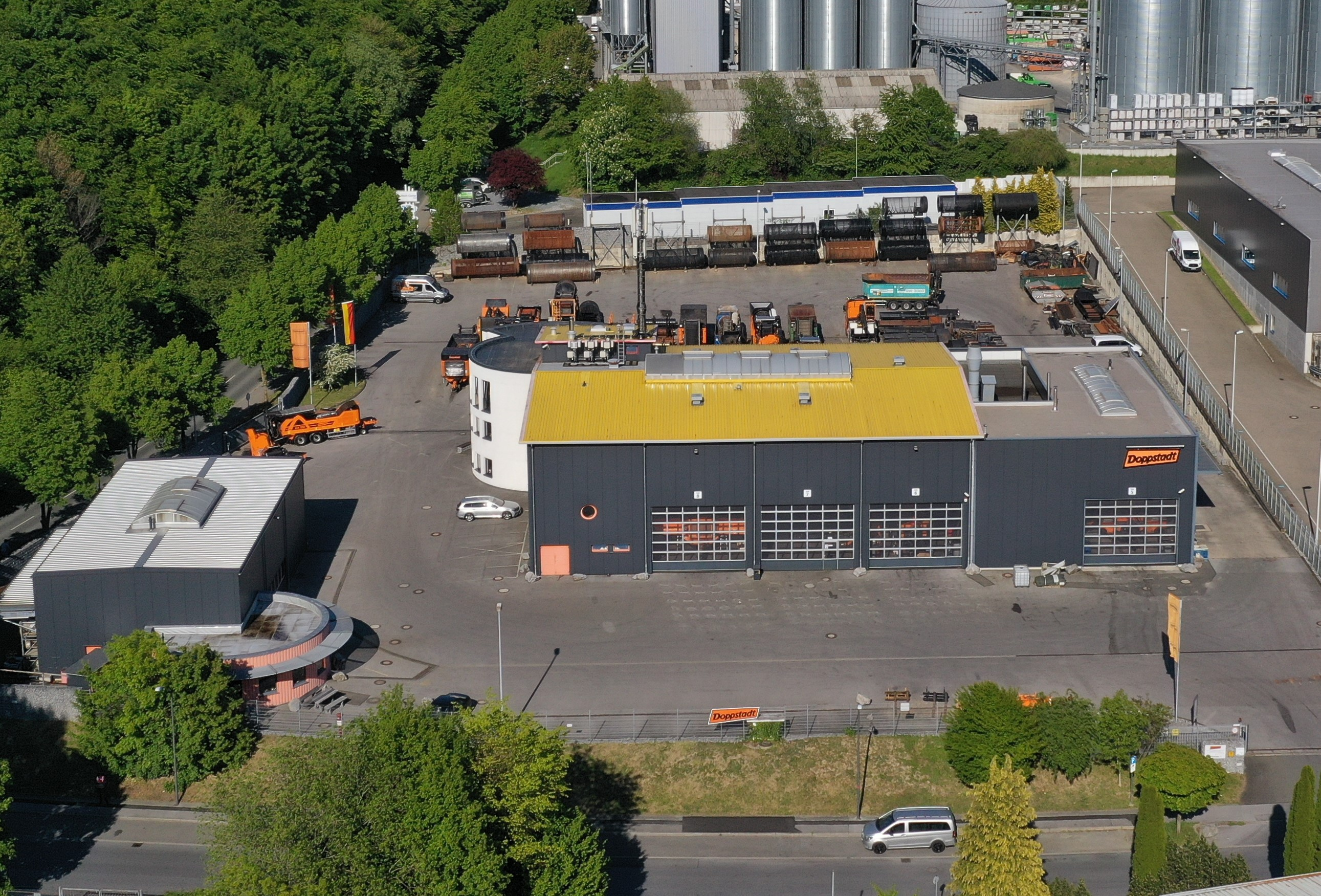
Standort Wülfrath

## Produkte

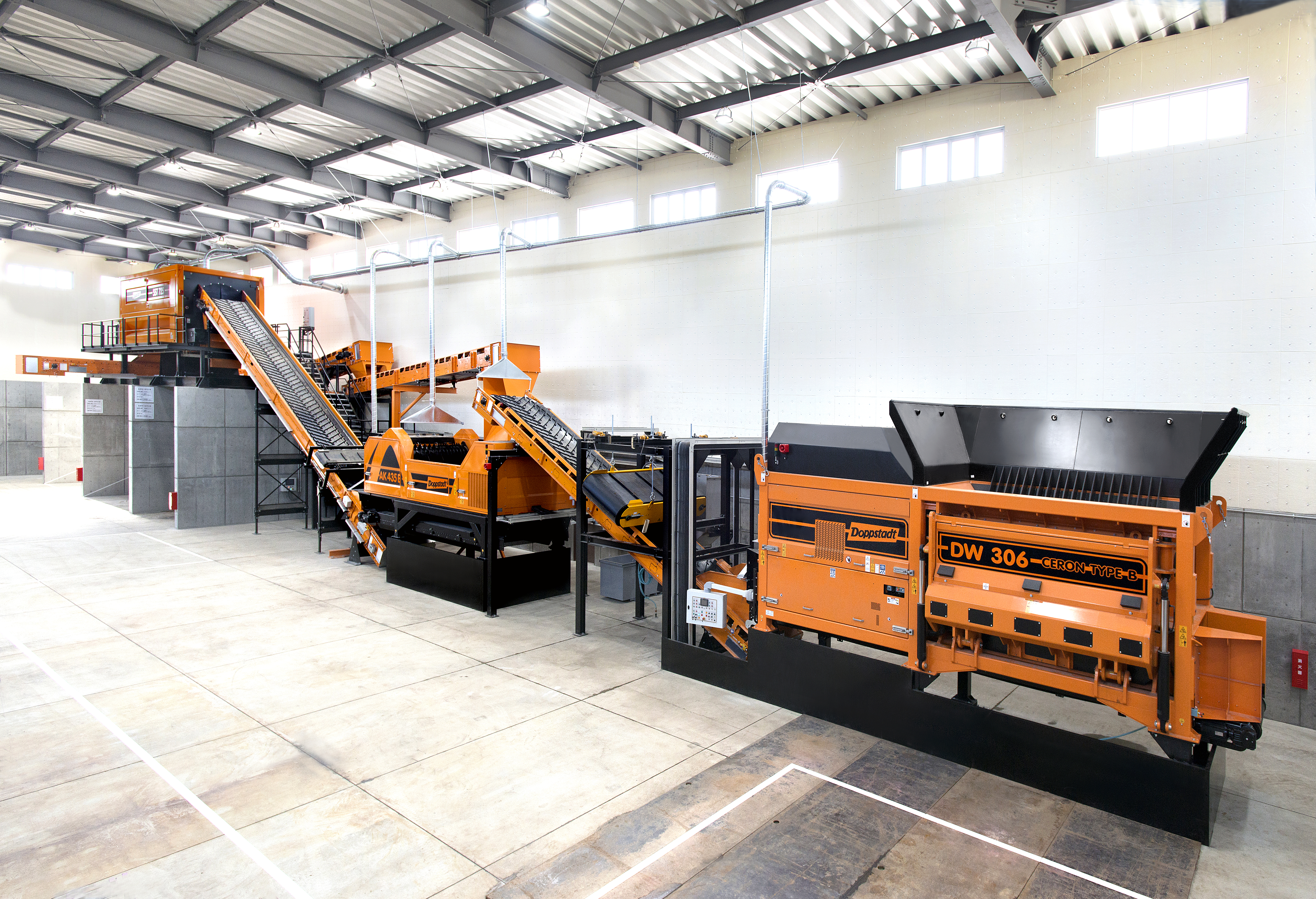
Stationäre Recyclinganlage von Doppstadt

Doppstadt produziert stationäre und mobile Maschinen, mit deren Hilfe sich Stoffe zerkleinern, sieben, separieren und umsetzen lassen. Anwendung finden die Maschinen und Anlagen insbesondere bei der Verwertung von Altholz, Kompost, Baumisch- und Gewerbeabfällen.
Zeitweise fertigte Doppstadt auch Traktoren und Anbaugeräte für landwirtschaftliche und kommunale Zwecke. Dazu gehörten die Traktorbaureihen Systra, Trac und Grizzly.

## Sport- und Kulturengagement
Doppstadt unterstützte in der Saison 2019/2020 zahlreiche Sportler und Vereine:
- Danny Mahr (Sportholzfäller)[26]
- Moritz Florstedt (Kajak-Fahrer vom SC Magdeburg)[27]
- Tobias Möller (Springreiter)
- 1. FC Magdeburg (Fußball)[28]
- SC Magdeburg (Handball)
- TSG Calbe/Saale e. V.[29]